# Dacă nu e una... e alta (film)
Dacă nu e una... e alta  (titlul original: în azeră O olmasın, bu olsun în rusă Не та, так эта) este un film muzical sovietic, realizat în 1956 de regizorul azerbaidjan Husein Seidzade (ca G. Sein-Zade), după opereta omonimă a lui Uzeir Hacîbeiov, protagoniști fiind actorii Aliaga Agaev, Ahmed Ahmedov, Arif Mirzakuliev, Tamara Ghiozalova. 

## Conținut
Acțiunea filmul se petrece în 1910 în Baku și se bazează pe comedia muzicală (operetă) a compozitorului Uzeir Hacîbeiov, scrisă la începutul anilor 1900. O tânără frumoase (Ghiulnaz) care se îndrăgostește de un student (Server), este obligată să se căsătorească cu altcineva. Tatăl lui Ghiulnaz, Rustam bey, este în faliment. El decide că singura modalitate de a-și plăti creditorii este să obțină bani prin căsătoria fiicei sale cu bogatul comerciant din bazar, bătrân și văduv, Meșadi Ibad. Însă Server născocește un plan să-și salveze iubita, deghizându-se în mireasa ascunsă sub voalul musulman gros. Când Meșadi Ibad ridică voalul pentru a vedea chipul miresei sale, îl descoperă pe Sarvar care îl amenință cu un pistol obligându-l să semneze o declarație că vrea să se căsătorească cu Senem servitoarea, nu cu Ghiulnaz. De aici provine și titlul, „Dacă nu e una... e alta”. Planul reușește și astfel Server poate să se căsătorească cu Ghiulnaz.

## Distribuție
- Aliaga Agaev – Meșadi Ibad
- Ahmed Ahmedov – Ambal
- Arif Mirzakuliev – Server
- Tamara Ghiozalova – Ghiulnaz
- Agasadîh Gerarbeili – Rustam bey
- Barat Șekinskaia – Senem, servitoarea lui Rustam
- Movsum Sanani – Koci Asker
- Liutfali Abdullaev – Balaoglan
- Ismail Efendiev – Hasangulu bey
- Mustafa Mardanov – Hasan bey
- Ismail Osmanlî – Rza bey

- Rza Afganlî – Djalil Mamedkulizade
- Mollaga Babirli – Gazanfar
- Amina Dilbazi – dansatoarea
- Aligeidar Gasanadze – Bey
- Faik Mustafaev – prietenul lui Server
- Afrasiab Mamadov – prietenul lui Server
- Liutfi Mamedbeili – prietenul lui Server